# Kapile Mtshipayi
Kapile Mtshipayi – piłkarz kongijski grający na pozycji bramkarza.

## Kariera klubowa
W swojej karierze Mtshipayi grał w klubie AS Dragons Kinszasa.

## Kariera reprezentacyjna
W 1998 roku Mtshipayi został powołany do reprezentacji Demokratycznej Republiki Konga na Puchar Narodów Afryki 1998. Na tym turnieju był trzecim bramkarzem i nie rozegrał żadnego spotkania. Z Demokratyczną Republiką Konga zajął 3. miejsce w tym turnieju.